# هلنیک پست
هلنیک پست (یونانی: Ελληνικά Ταχυδρομεία) شرکت دولتی پست یونانی است، که در سال ۱۸۲۸ تأسیس شد.
نماد اداره پست یونان نیز بر اساس چهره هرمس، خدای سرعت و پیام‌رسان المپ نشینان طراحی شده است.